# 14 Andromedae
Veritate eller 14 Andromedae (14 And), som är stjärnans Flamsteedbeteckning, är en ensam stjärna belägen i den västra delen av stjärnbilden Andromeda. Den har en skenbar magnitud på ca 5,22 och är svagt synlig för blotta ögat där ljusföroreningar ej förekommer. Baserat på parallaxmätning inom Hipparcosuppdraget på ca 13,2 mas, beräknas den befinna sig på ett avstånd på ca 247 ljusår (ca 76 parsek) från solen. Stjärnan rör sig närmare solen med en heliocentrisk radiell hastighet av –60 km/s. År 2008 upptäcktes en exoplanet (betecknad 14 Andromedae b och senare benämnd Spe) i omlopp runt stjärnan.

## Nomenklatur
I juli 2014 startade International Astronomical Union en process för att ge egna namn på vissa exoplaneter och deras värdstjärnor. Processen genomfördes med öppen nominering och omröstning för de nya namnen. I december 2015 meddelade IAU att de vinnande namnen var Veritate för denna stjärna och Spe för dess planet.
År 2016 organiserade IAU en arbetsgrupp för stjärnnamn (WGSN) med uppgift att katalogisera och standardisera egna namn på stjärnor. I sin första bulletin från juli 2016 fastställde WGSN namnen på exoplaneter och deras värdstjärnor som godkänts av verkställande kommitténs arbetsgrupp för offentlig namngivning av planeter och planetariska satelliter, inklusive namnen på stjärnor som antogs under kampanjen NameExoWorlds 2015. Denna stjärna har nu skrivits in i IAU-katalogen över stjärnnamn.

## Egenskaper
14 Andromedae är en orange till gul jättestjärna inom röda klumpen av spektralklass K0 III, som anger att den ligger på den horisontella grenen och genererar energi genom fusion av helium i dess kärna. Den har en massa som är ca 1,12 gånger solens massa, en radie som är ca 10,5 gånger större än solens och utsänder ca 60 gånger mera energi än solen från dess fotosfär vid en effektiv temperatur på ca 4 700 K.

### Planetsystem
År 2008 tillkännagavs en planet som kretsar runt stjärnan. Planeten visade sig ha en massa på minst 4,8 Jupitermassor och kretsar i en cirkulär bana kring stjärnan med omloppstid av 186 dygn. Planeten är en av de få kända planeterna som kretsar kring en utvecklad stjärna av medelstorlek och en av de innersta (sådana planeter har bara upptäckts vid klumpjättar).